# Bosques (Buenos Aires)
Bosques es una ciudad de la zona sur del Gran Buenos Aires, Argentina. Es la segunda ciudad en importancia del partido de Florencio Varela en la provincia de Buenos Aires, y está situada en el centro-norte del mismo; a 30 km de Buenos Aires.
Muchas de sus calles llevan nombres de académicos argentinos notables, como "Arturo Capdevila", "Leopoldo Lugones", "José Hernández"; de localidades de la provincia, como "Luján", "Lobos" o "Tandil" y otras aún conservan el antiguo sistema catastral por números (enumeradas del 900 al 1100).

## Nombre
Según cuentan viejos vecinos del lugar el nombre de la estación de tren, la cual da nombre a la localidad, se debe a que al ver los grandes matorrales existentes en la zona, uno de los ingenieros ingleses que era encargado del tendido del ferrocarril, exclamó : “¡Esto es un bosque!”.

## Historia
A finales del siglo XIX y comienzos del XX, los pobladores asentados a ambos lados del antiguo Camino Real, se dedicaban a la agricultura y al tambo.
Existían en la zona la estación “San Juan” (actual Florencio Varela), y la parada del km. 33,529 (actual Bosques), del Ferrocarril Oeste de Buenos Aires.
En 1908 se inicia la construcción de las estaciones ferroviarias entre ellas Bosques, y el 5 de diciembre de 1919 se procede a la apertura de la línea. 
El tendido de las vías férreas y el nuevo medio de transporte, posibilitó que numerosas familias comenzaran a llegar, radicándose definitivamente.
La zona hasta entonces era llamada Villa Berhondo, nombre que le fue cambiado el 23 de abril de 1946, por Ley 4.538, pasando a llamarse a partir de entonces Bosques, como la estación de tren.
Al construirse la ex  Ruta Nacional 2 y el puente sobre el ferrocarril, la zona cobró nueva fuerza. Se afincaron familias dedicadas a la actividad hortícola y floral, aprovechando la facilidad que la ruta ofrecía al transporte de sus productos.
El 23 de julio de 1957, por Resolución ministerial 3527/57, se crea la Escuela Nro. 18 "Ricardo Rojas", inaugurada el 20 de junio de 1958.
Por Ley N.º 11.928 del 11 de diciembre de 1996, promulgada el 24 de enero de 1997, se declara con el rango de "ciudad" a la localidad de Bosques.

## Geografía

### Ubicación

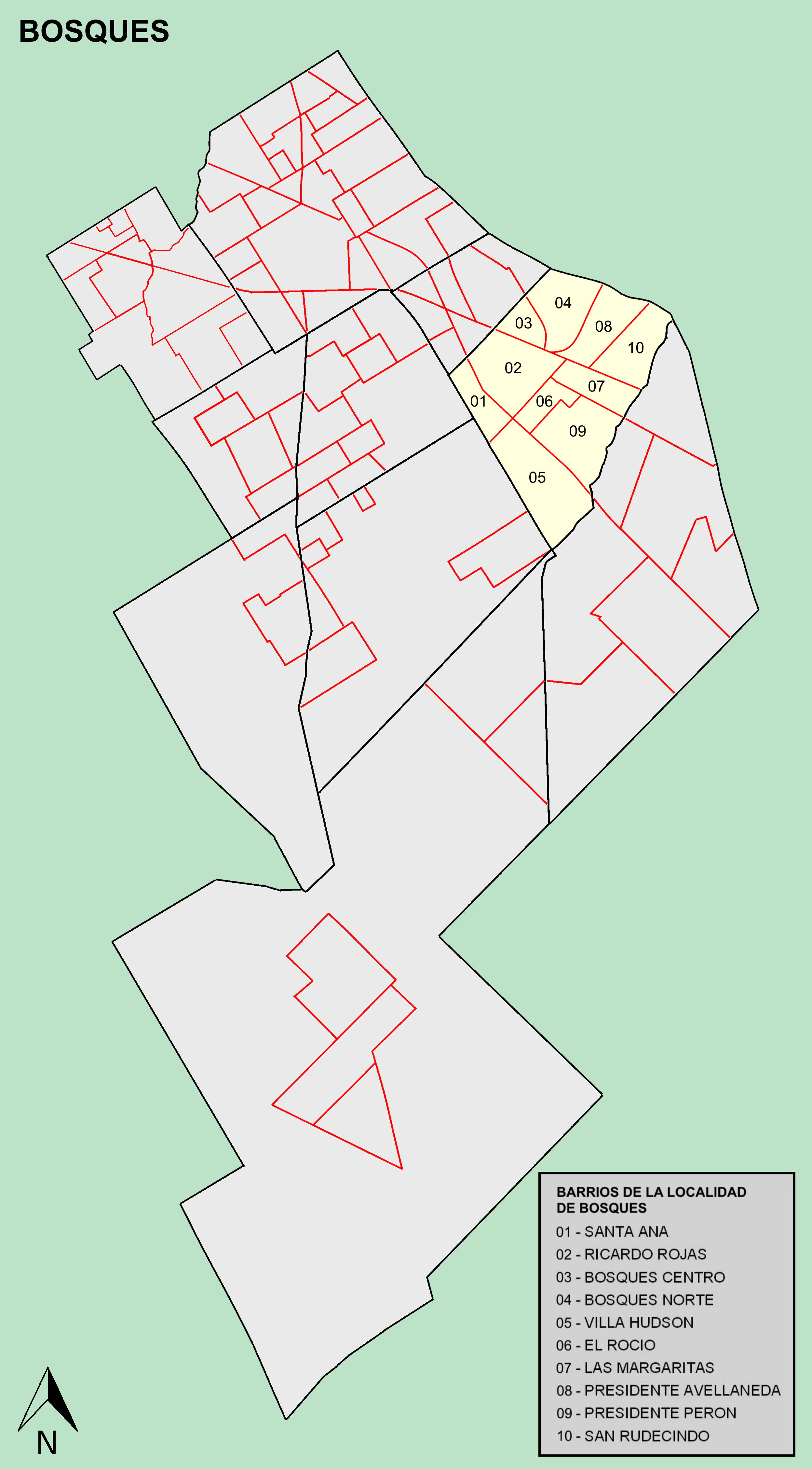
Ubicación y barrios de Bosques en el partido de Florencio Varela. La localidad está marcada de color amarillo.

Bosques se encuentra en ubicado al noreste del Partido de Florencio Varela. Al norte, está separada de la localidad de Zeballos por la avenida Bosques, y del partido de Berazategui (Sourigues y Ranelagh) por el Camino Touring Club y la avenida Vergara; al este y al sur el Arroyo Las Conchitas genera un límite natural con la localidad de Ingeniero Juan Allan; y al oeste limita con las localidades de Villa Vatteone y Villa San Luis, separada de ellas por la avenida Guillermo Enrique Hudson.

### Arroyos
Arroyo San Juan: se ubica en el noroeste de Bosques, paralelo a la Av. Bosques, cruzándolo de suroeste a noreste. Este arroyo esta contaminado por desechos residuales de vecinos que habitan las veras. Cuenta con varias especies de peces, aves, reptiles y anfibios de pequeño y mediano tamaño, (anguilas, Madrecita diez manchas, sapos, ranas, ratas, ratones, garzas, caracoleros, aguiluchos, bagre sapo entre otros.) 

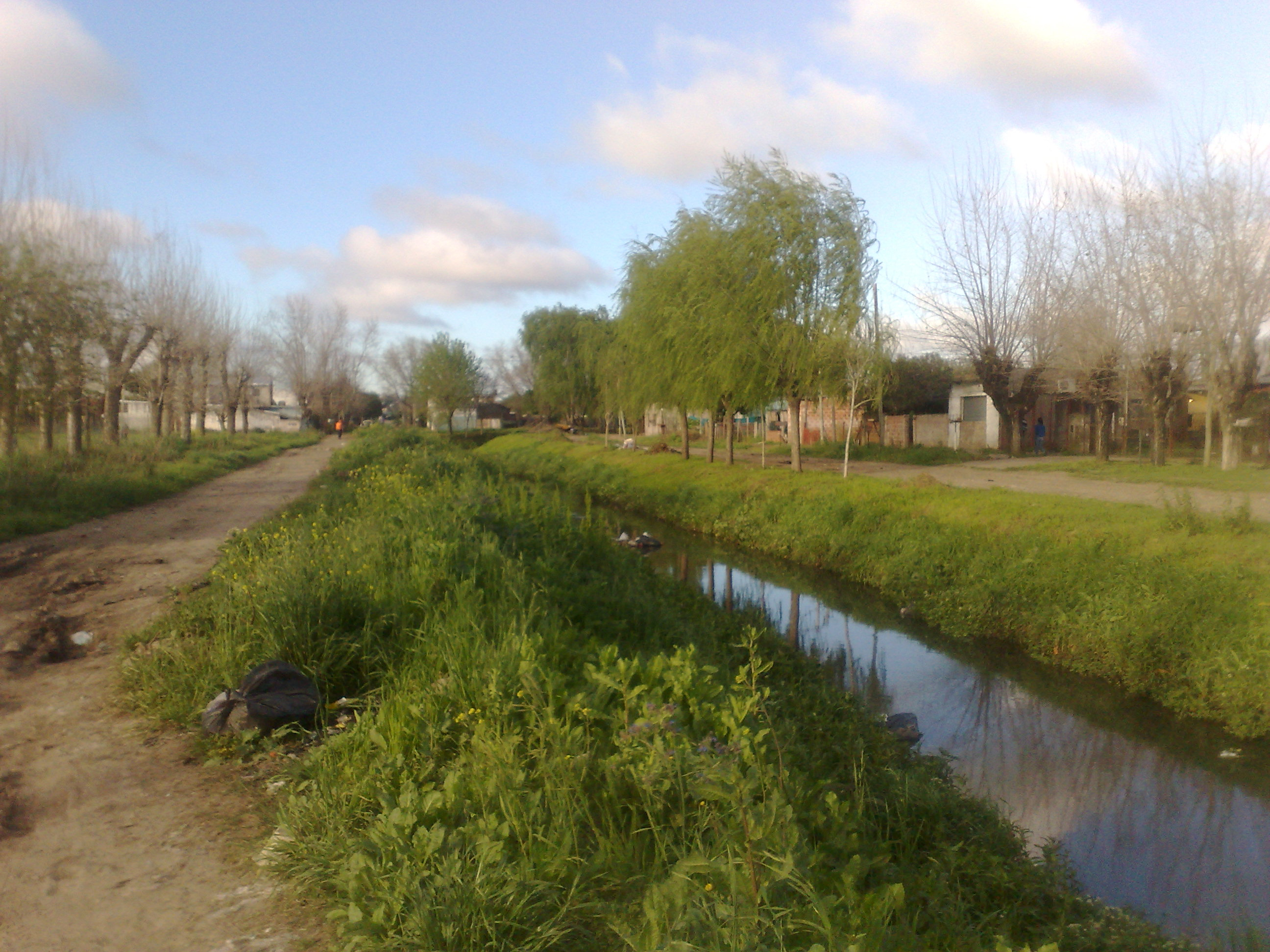
Vista Arroyo San Juan

Arroyo Las Conchitas: cuyo recorrido atraviesa los barrios de Presidente Perón, las Margaritas y San Rudecindo, para desembocar en el Río de la Plata a la altura de Plátanos, Partido de Berazategui.

## Educación

### Escuelas
Listado de escuelas públicas de la Localidad Bosques:
- Nro. 1 técnica "Teniente Coronel de Marina Luis Piedra Buena", barrio Ricardo Rojas
- Nro. 18 "Ricardo Rojas", barrio Bosques Centro
- Nro. 24 "Gabriela Mistral", barrio Presidente Avellaneda
- Nro. 26 "Aída Leonor Derosa", barrio El Rocío
- Nro. 29 "Rep. de Venezuela", barrio Presidente Perón
- Nro. 34 "Lidia Celaya", barrio Presidente Perón
- Nro. 38 "Rgto. Inf. Patricios", barrio Bosques Norte
- Nro. 39 "Víctor Mercante", barrio Santa Ana
- Nro. 50 "Martín Güemes", barrio Villa Hudson
- Nro. 55 "Pedro Orozco", barrio Ricardo Rojas
- Nro. 59 "José G. del R. Brochero", barrio San Rudecindo

### Bibliotecas
- Biblioteca Popular Lisandro de la Torre, barrio Bosques Norte
- Biblioteca Popular José Marti, barrio Ricardo Rojas

## Salud

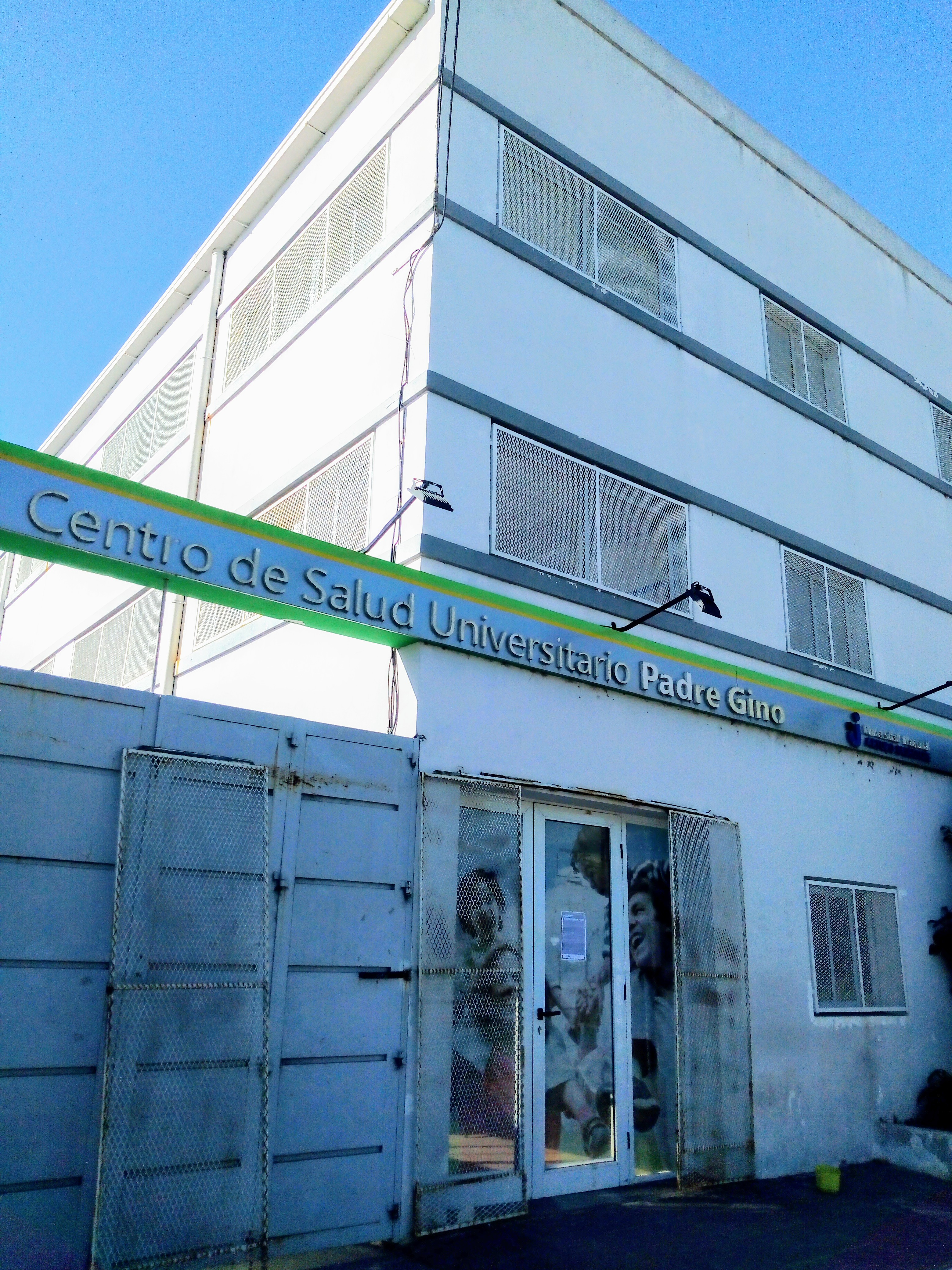
Centro de salud universitario Padre Gino, calle A. R. Darío.

Los centros de salud primaria del siguiente cuadro atienden en la localidad:
- Unid. Sanit. "Intendente Julián Baigorri", barrio Bosques Norte
- Unid. Sanit. Presidente Perón, barrio Presidente Perón
- Unid. Sanit. Ricardo Rojas, barrio Ricardo Rojas
- Unid. Sanit. San Rudecindo, barrio San Rudecindo
- Centro de salud universitario "Padre Gino", barrio Ricardo Rojas
- Unid. Sanit. "Dr Evaristo Rodríguez", Villa Hudson

## Economía
El modesto sector comercial se encuentra sobre la avenida Luján y la Diagonal A. R. Darío, comenzando a unos metros de la intersección con la Ruta 36. Aquí se encuentran distintos locales de bienes y servicios, además de la Comisaría Cuarta de Florencio Varela y la Delegación Municipal Bosques, entre otros.
Junto con la localidad de Ingeniero Allan, Bosques agrupa la mayor parte de las industrias asentadas en el Partido de Florencio Varela; tales como AdeA (procesamiento informático), Industrias Hard Bat (pilas, baterías y acumuladores), Metalúrgica Calviño (equipamiento industrial), Ternium (siderúrgica), Aluminium Group (aluminio), Translogística Oroz y Transol (Estas últimas de cargas generales y peligrosas), etc.

## Transporte

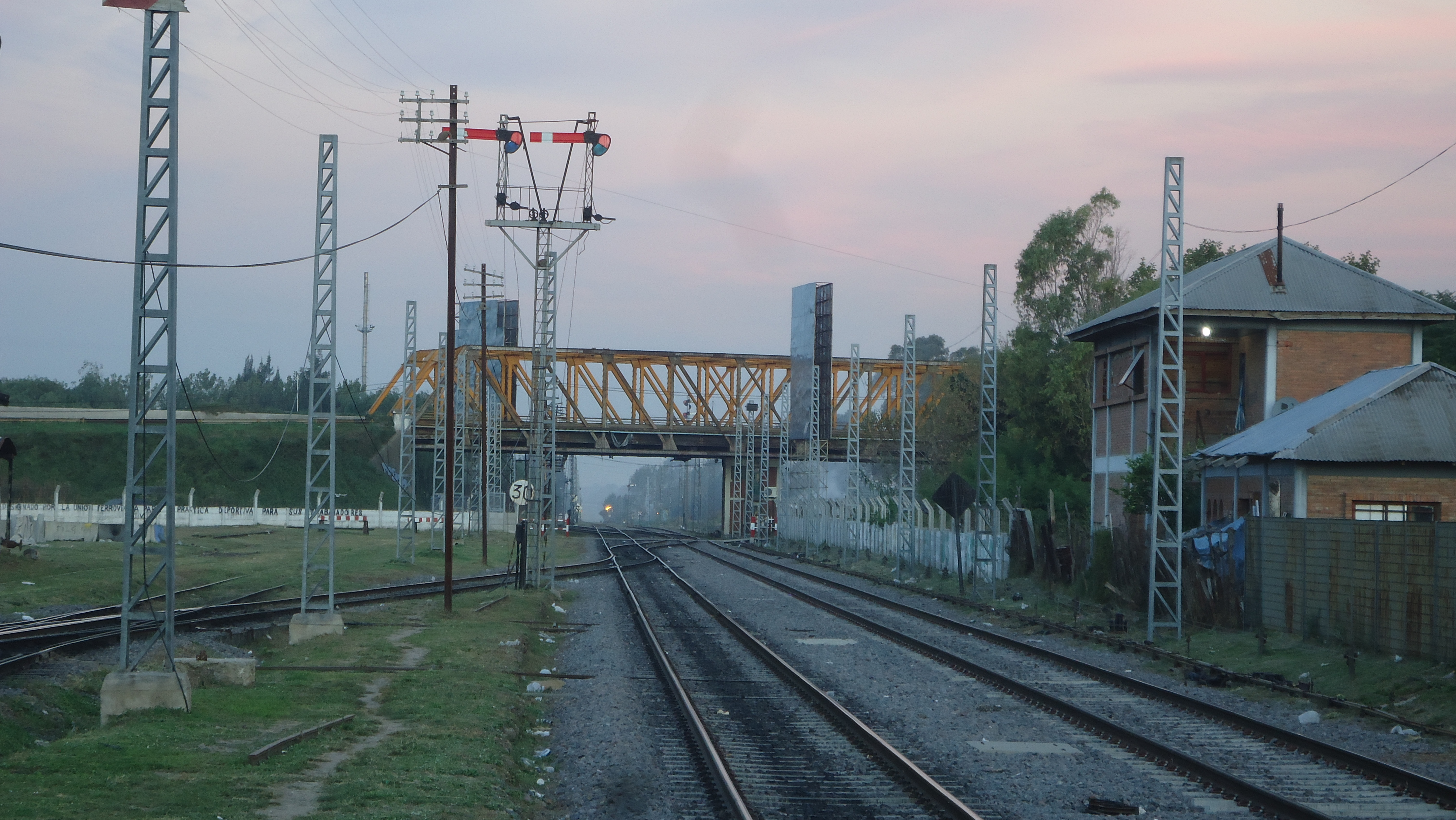
Puente elevado de la Ruta Prov. 36 sobre las vías de la línea General Roca.
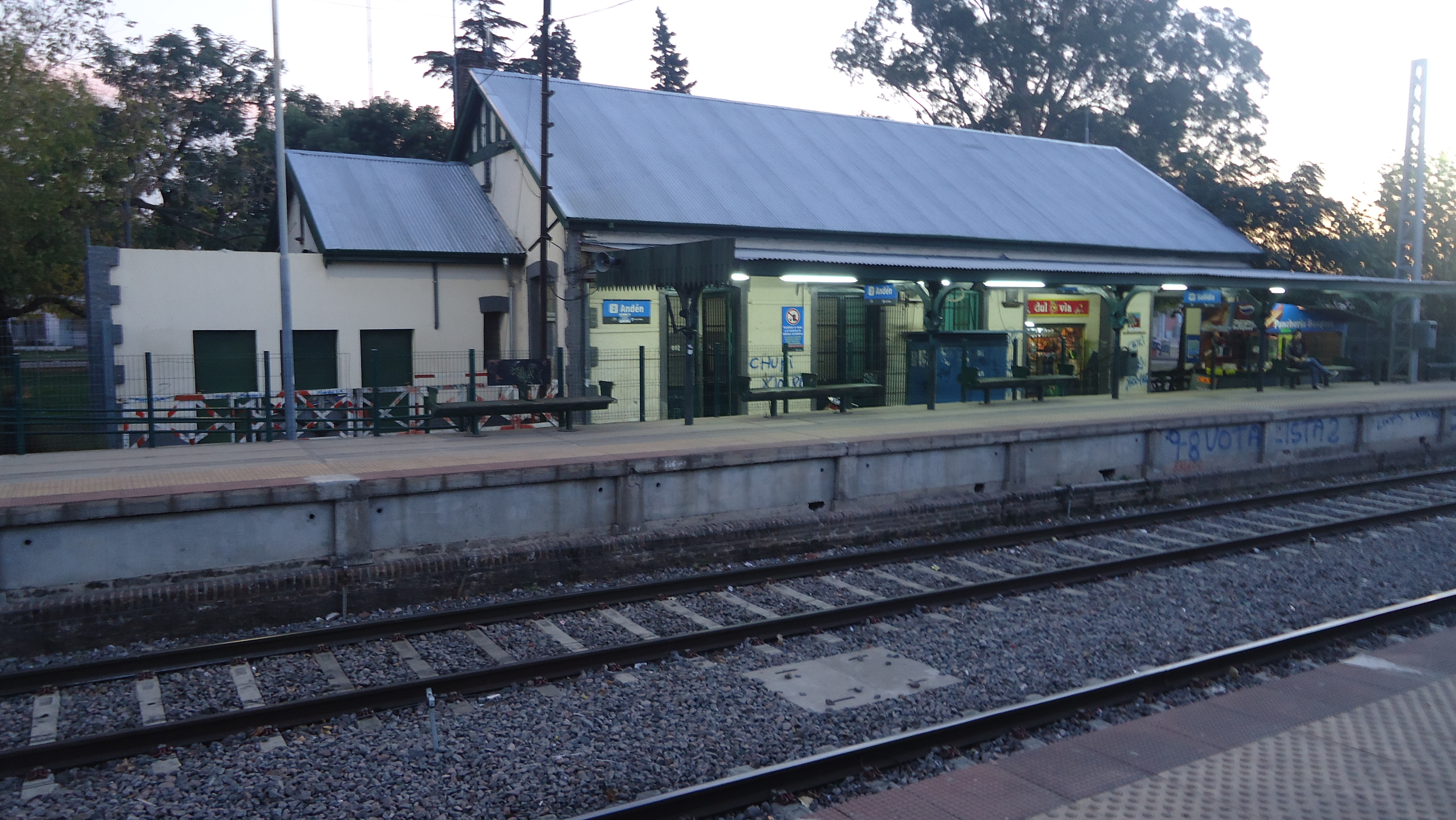
Edificio central de la Estación Bosques.
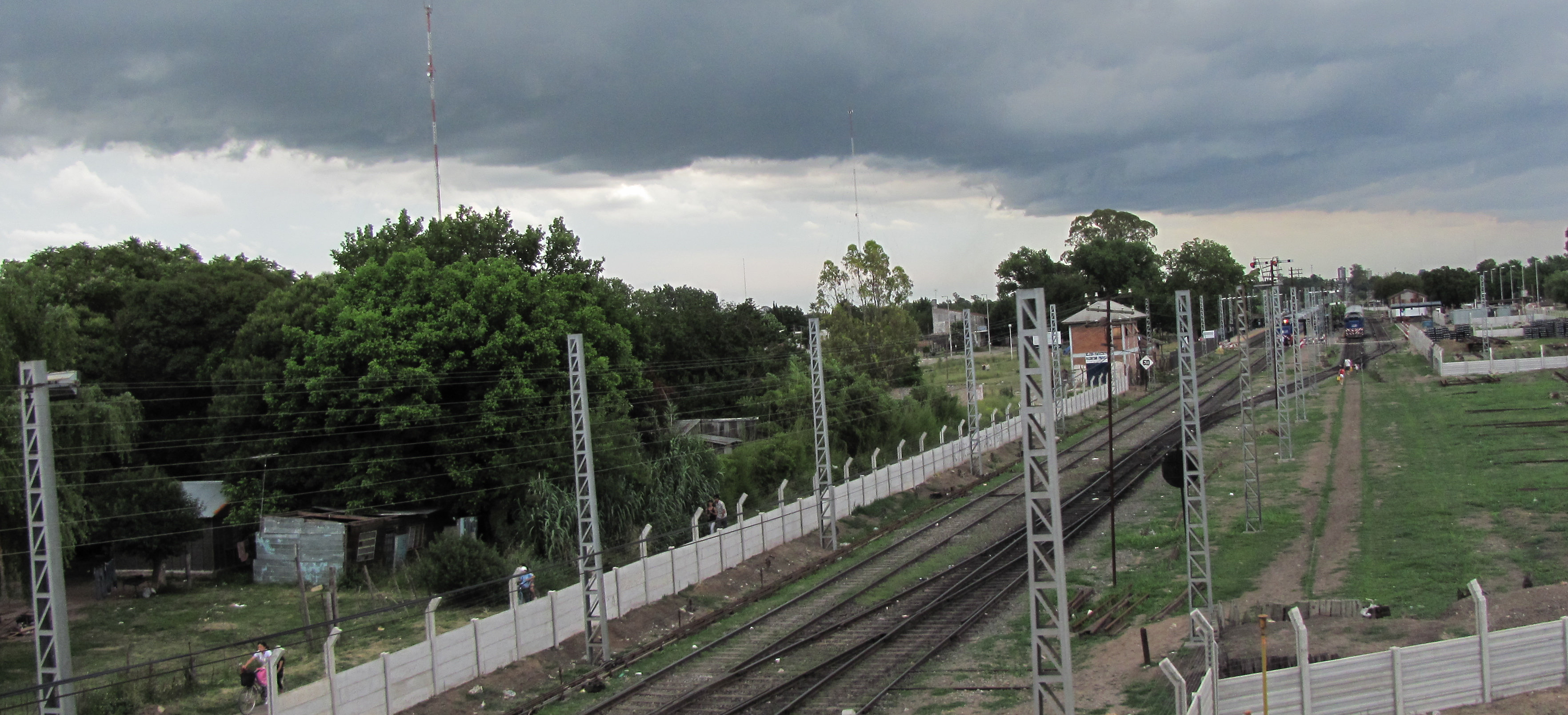
Vías de la Estación Bosques.
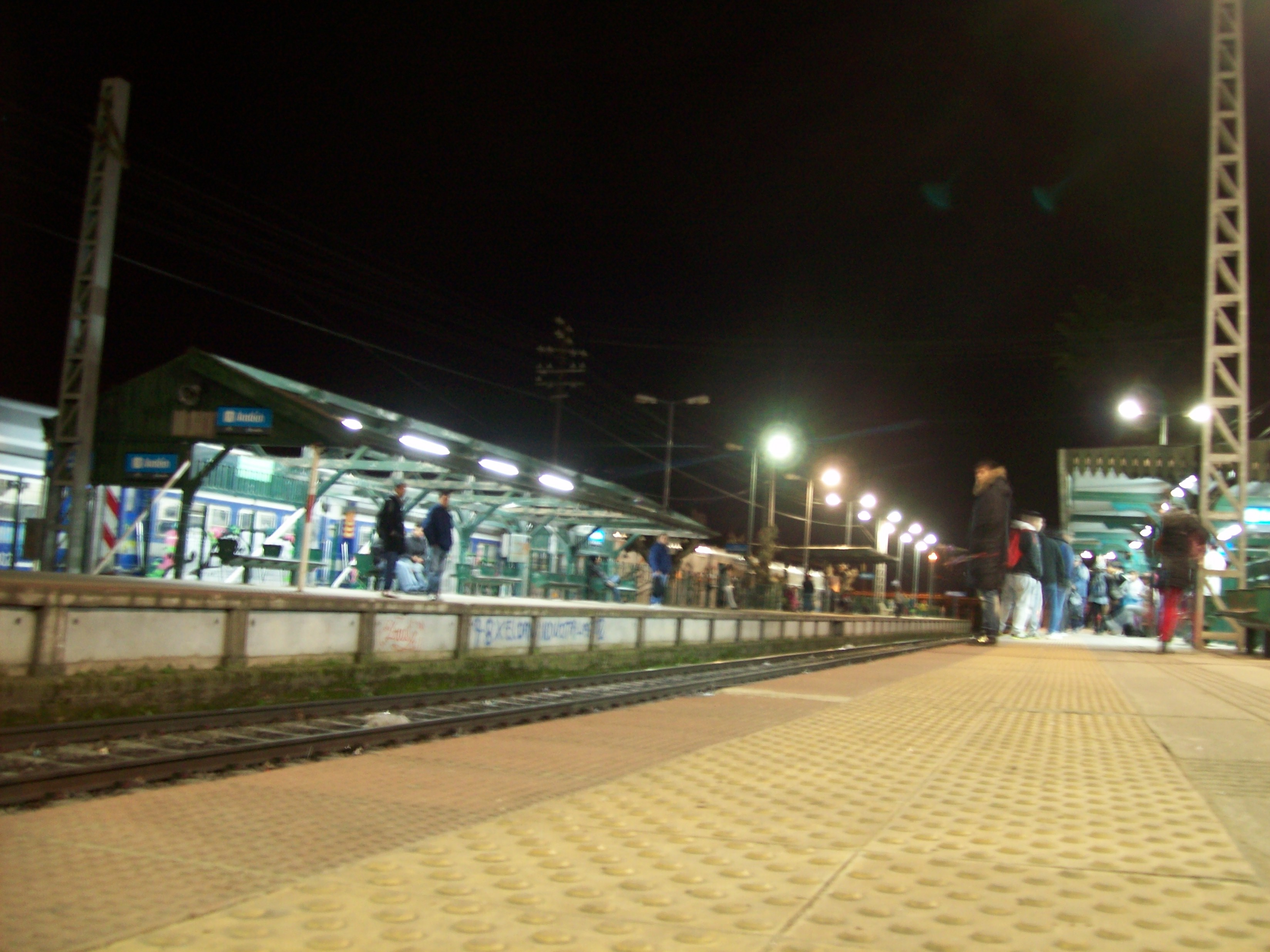
Andén 2 de la Estación Bosques de noche.
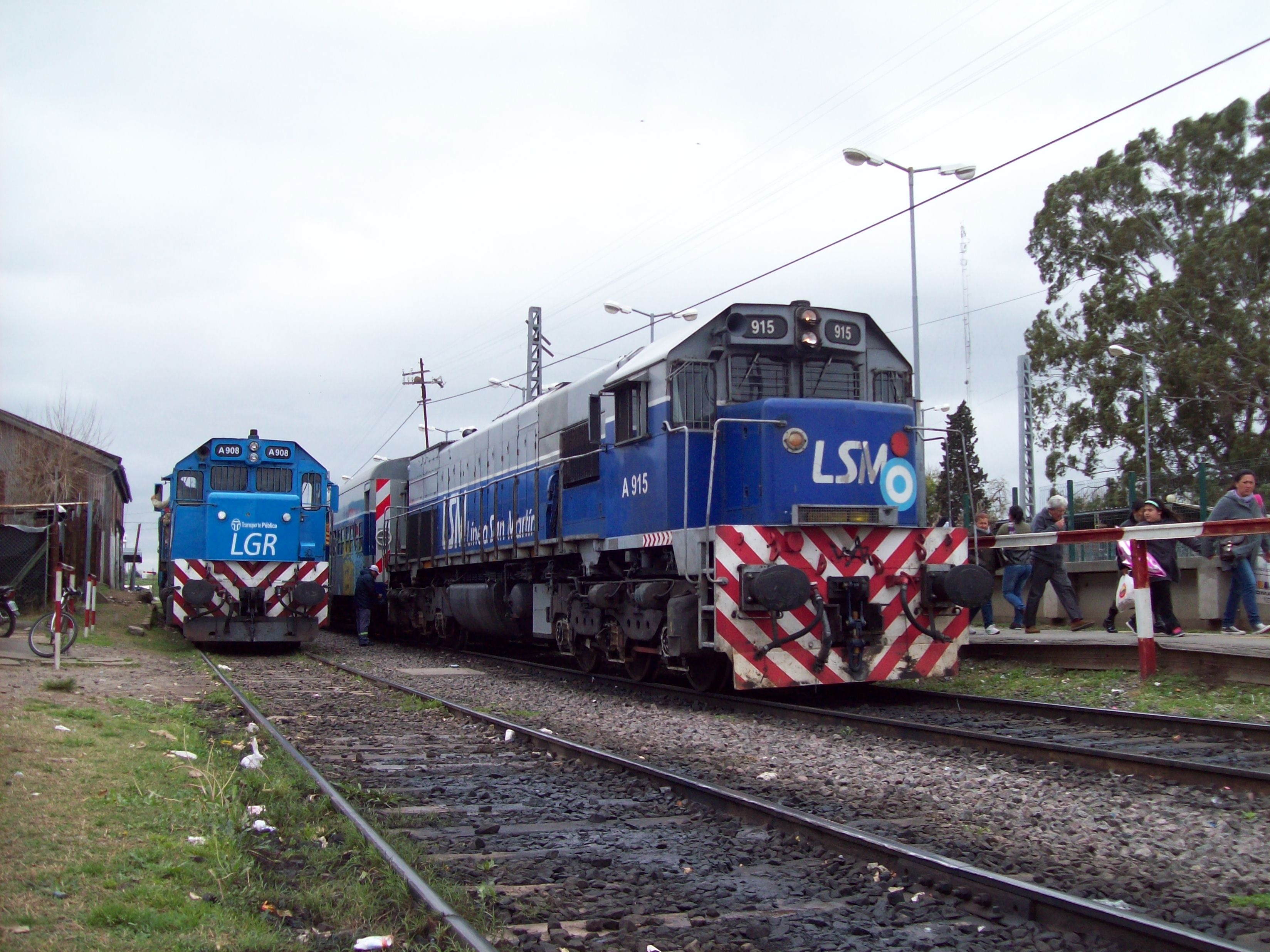
Trenes diésel que conectan la Estación Bosques con J. M. Gutiérrez pasando por la Estación Santa Sofia.
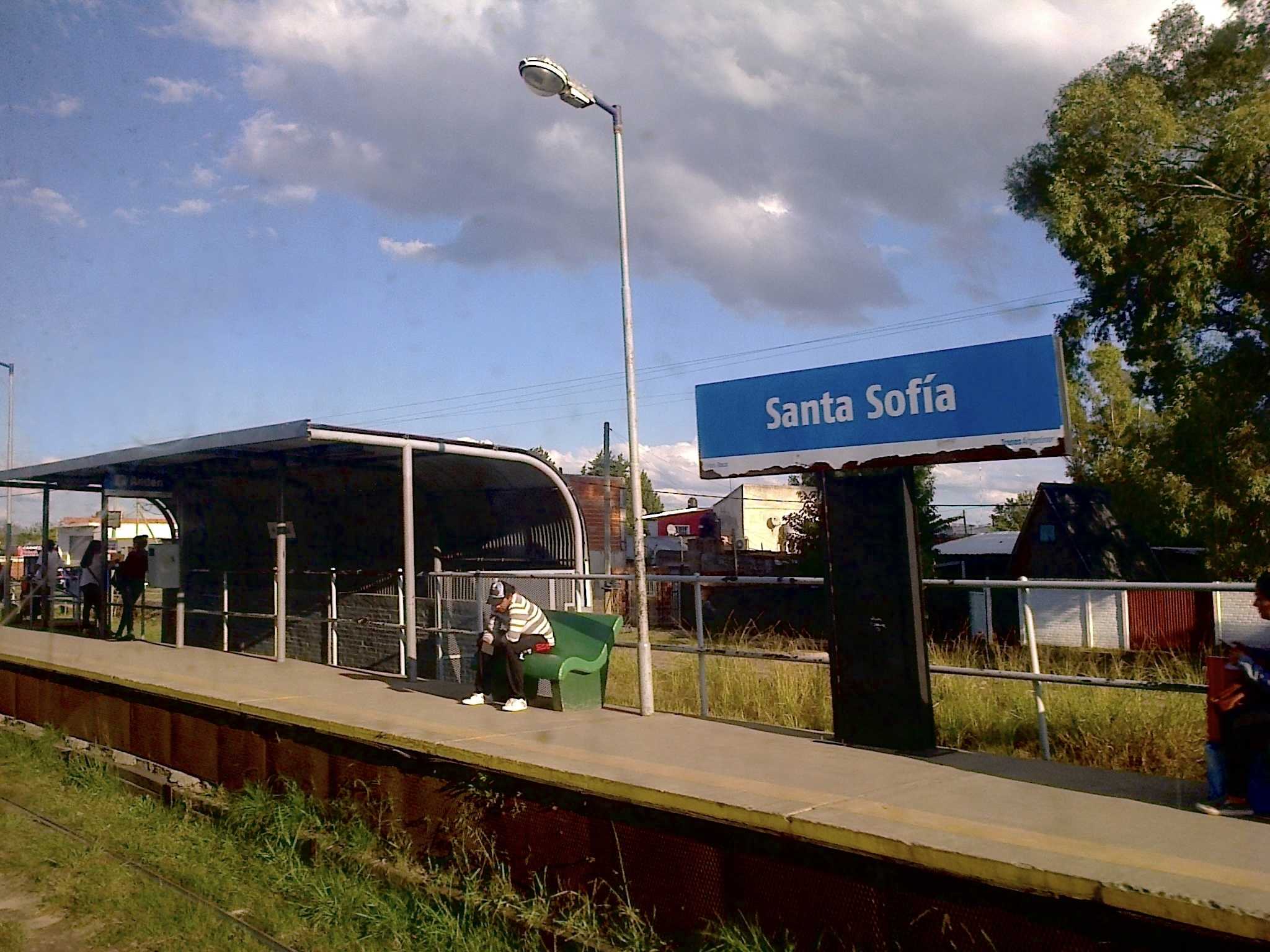
Estación Santa Sofia.

La principal vía de acceso desde la Ciudad de Buenos Aires y La Plata es la Ruta Provincial 36 que divide a Bosques en dos; otros accesos a la localidad son la avenida Bosques, el Camino de Touring Club, la avenida Vergara, la avenida Guillermo Hudson y la avenida de los Inmigrantes.
Las siguientes líneas de colectivos de media y corta distancia recorren las calles de Bosques: 129 324 338 414 500.
Cuenta con dos estaciones de tren y una era Apeadero Kilómetro 36 ya intrusado como casi como toda la traza en la ciudad y del Ferrocarril Provincial de Buenos Aires. La Estación Bosques, la cual es un centro de transferencia intermedio del servicio eléctrico metropolitano de la Línea General Roca desde y hacia Plaza Constitución vía circuito Temperley/Quilmes; y la Estación Santa Sofia, punto intermedio que conecta con J.M.Gutiérrez.

## Galería

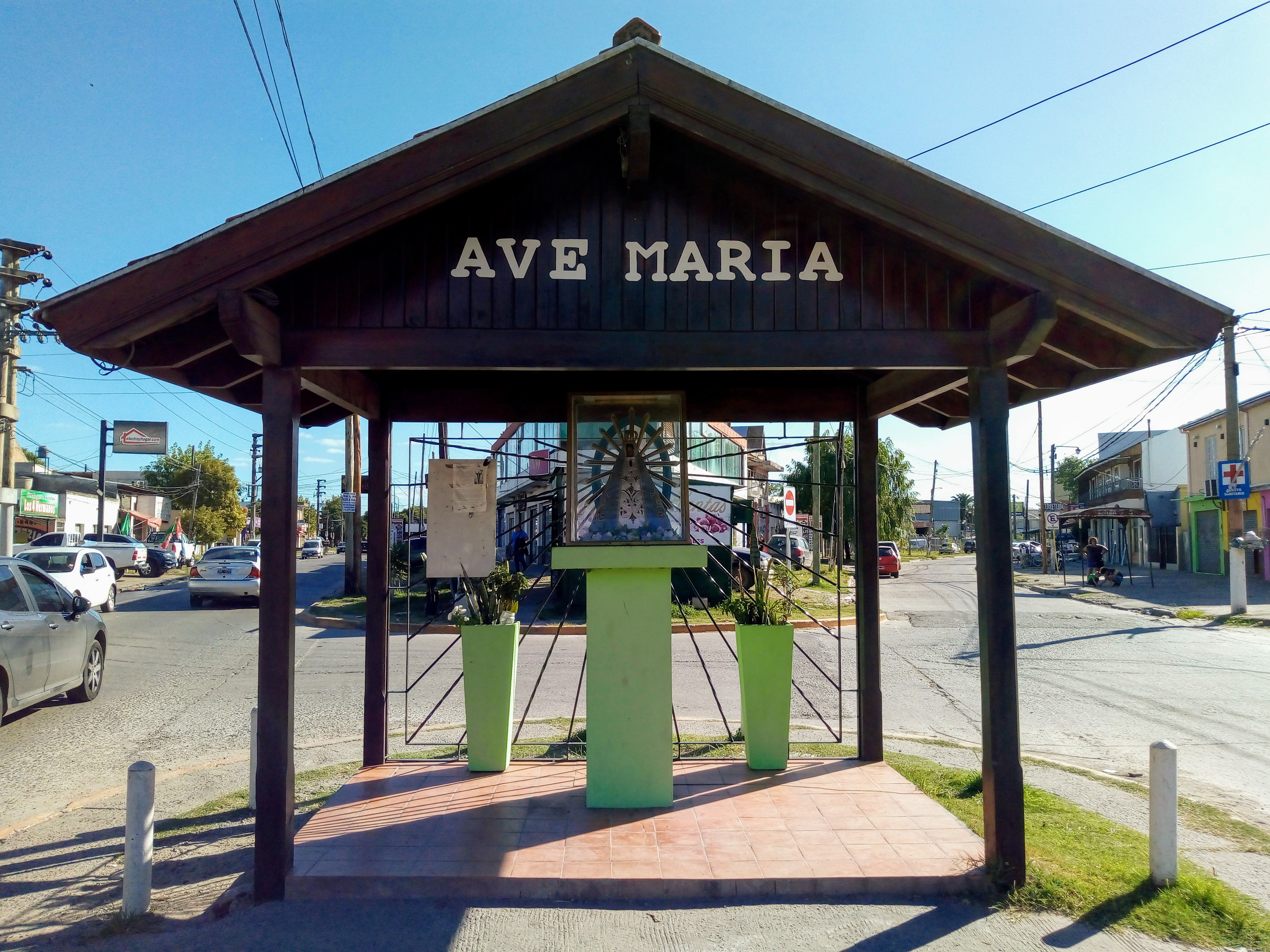
Altar a la Virgen de Luján, sobre la calle 932 entre A. R. Darío y Avenida Luján.
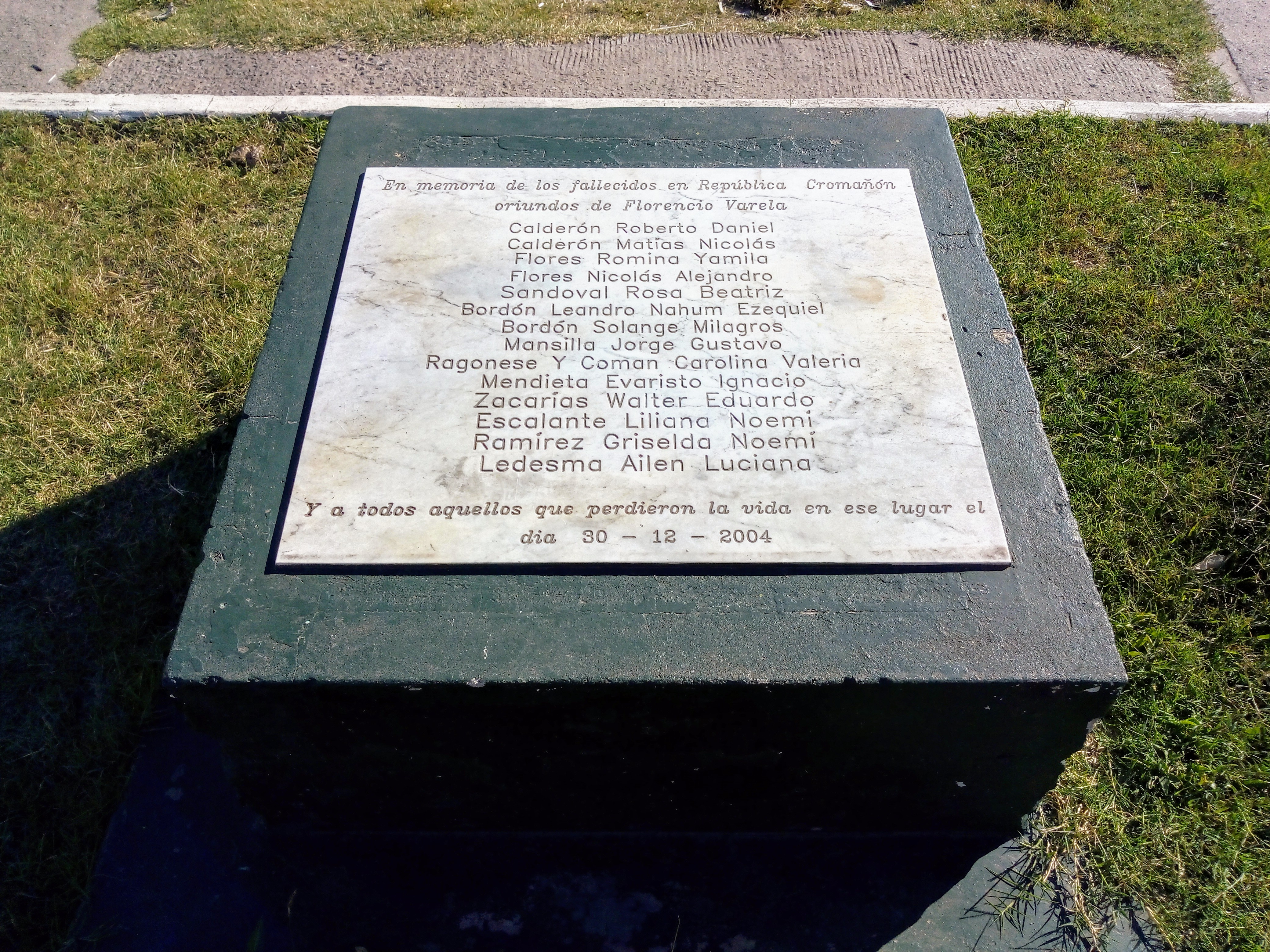
Recordatorio a las víctimas de la tragedia de Cromañón oriundas de Florencio Varela junto al altar de la Virgen de Luján.
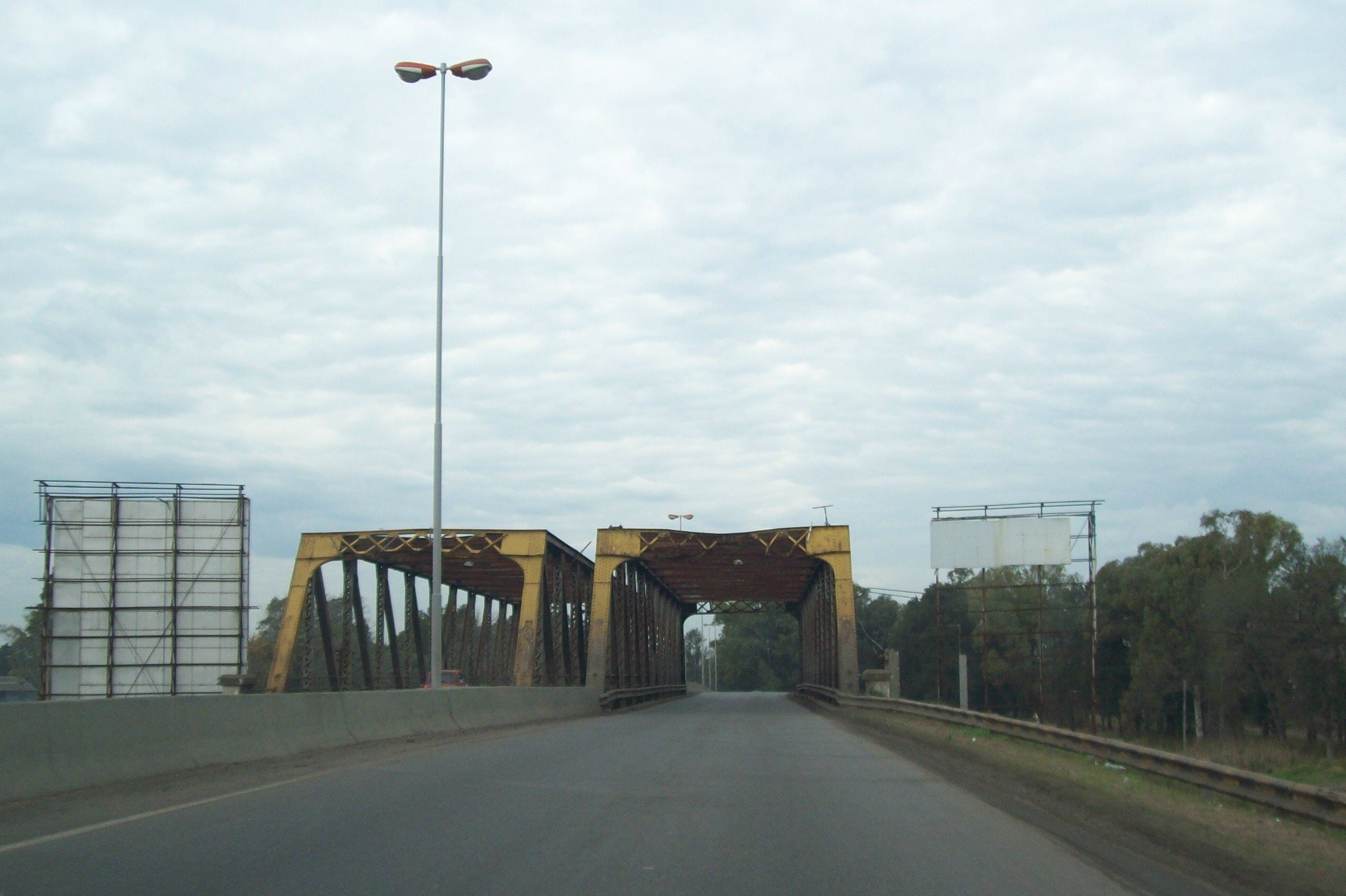
Puente metálico de la Ruta 36 sobre las vías del ferrocarril Roca.